# Волково (Закарпатская область)
Волково (укр. Вовкове) — село в Среднянской поселковой общине Ужгородского района Закарпатской области Украины.
Расположено на расстоянии 20 км. к юго-востоку от города Ужгород, в 1,5 км. от автодороги международного значения М06-E50. Входит в состав Среднянской поселковой общины (Средненская ОТГ- объединённая территориальная община), в которую также входят села: Андреевка (Андрашовцы), Анталовцы, Верхняя Солотвина, Гайдош, Дубровка, Ирлява, Кибляры, Линцы, Ляховцы, Пацканево, Худлево, Чабановка, Чертеж и центр общины - поселок Среднее.
Известны названия, встречающиеся в письменных и других (исторических) источниках: Valkaja (Волкойо), Veka, Vlkovyje, Volkoviji, Волковоя, Wolkowa, Volkovoje, (венг. назв — Ungordas (Унгордаш).
Историческое (местное) название села, которое и в настоящее время употребляют местные жители в живой разговорной речи —Вōвково́ї.

## История. Происхождение названия
В источниках XIV—XVII веков известно под названием «Valkaja» и упомянуто как русинское село.  Это омадяризированное название, происходит от славянского слова «волк» (Vъlkъ, Волкъ).
Источники второй половины XVII века считают Волково (Valkaja) русинским селом. В древнейших письменных источниках название села выступает в форме «Valkaja» (Волкойо).

На австрийской топографической карте 18-го века (карта составлена в 1782—1787 годах) можно увидеть на месте, где находится село, его тогдашнее название, а именно — «Veka». Также, видна надпись названия «Vela» — которая нанесена рядом (правее населённого пункта «Veka»). (То есть — это река Вьела, Веля.) Вероятно, можно предположить, что австрийский картограф, который во второй половине 18 в. изготавливал данную карту, имел в виду какое-то сокращённое (или уменьшенное) написание названия «Valkaja» — то есть — «Veka». В правой части этой карты имеется перечень нанесённых на ней населённых пунктов, где внизу списка также указано и название населённого пункта (села) — «Veka». Также, на данной карте, на месте где обозначено название населённого пункта (села) — Veka, можно увидеть около 16 отметок (вероятно жилых домов), а также обозначения церкви (в виде крестика). Очевидно, что в тот период там, где на карте имеется отметка церкви (в виде крестика), находилось здание старой деревянной церкви, которая по преданиям стояла чуть ниже нынешней каменной церкви, построенной в 1847 году.

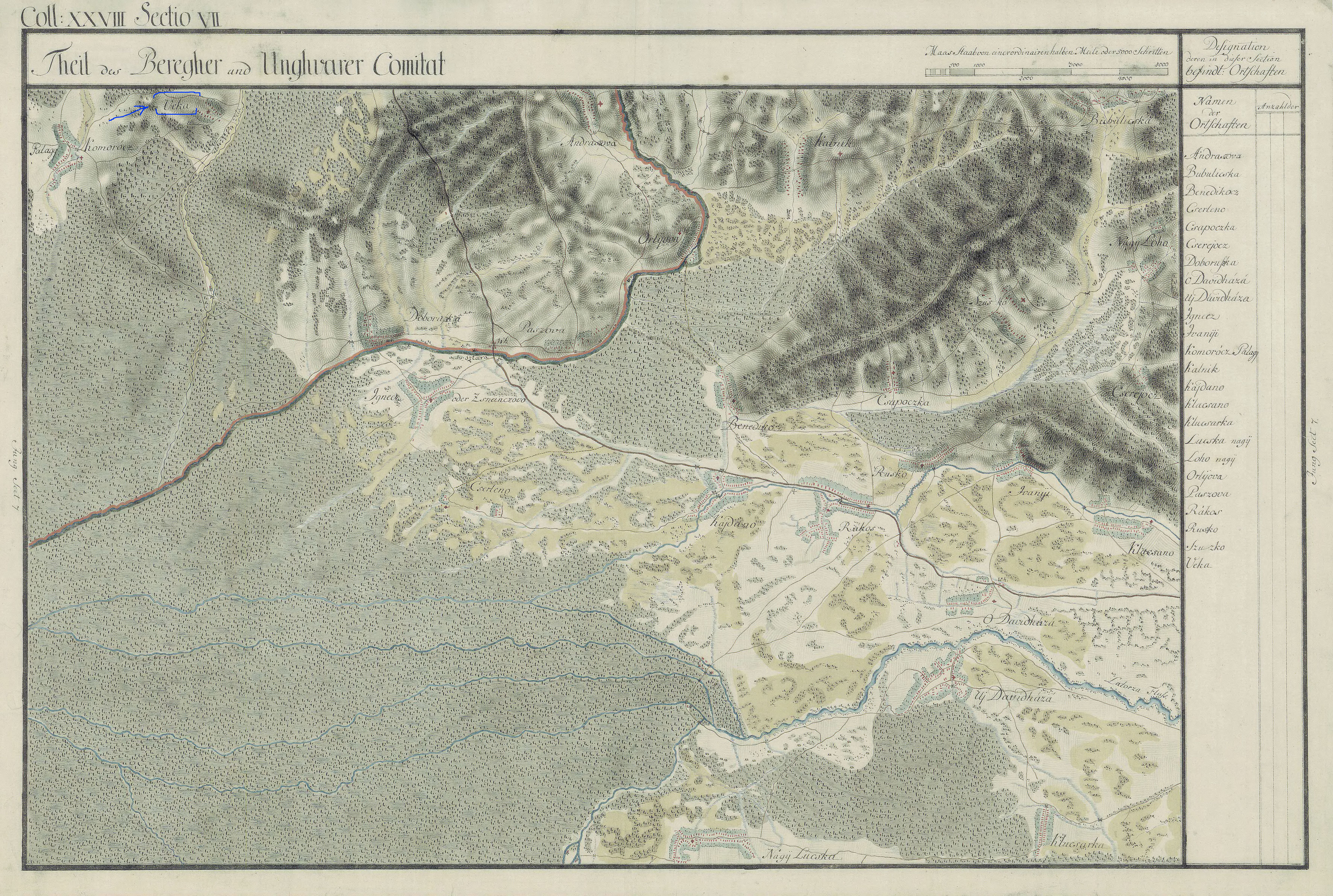
Австрийская карта 18 века (1782—1787 г.г.), где указано тогдашнее название села, а именно — Veka

В 1898 году в Венгрии был принят закон, согласно которому во всем Венгерском Королевстве все не венгерского звучание названия населённых пунктов необходимо было изменить в сторону венгерского звучания. И там, где легко было перевести название, члены комиссии переводили, а там, где это сделать было трудно, название меняли. Поэтому с 1904 года, название села Valkaja (Волкойо) было изменено на новое венгерское название - Ungordas (Унгордаш), где префикс "Ung"-означал принадлежность к округу Унг. Это (измененное) название села-Ungordas (Унгордаш) использовалось как официальное до периода вхождения Закарпатья согласно условий мирного Сен-Жерменского договора("территории русинов на Юг от Карпат") в состав Чехословацкой Республики в 1919 году, как автономный край под названием Подкарпатская Русь.
В период пребывания в составе Чехословацкой Республики (1919-1939) село называлось «Vlkovyje», «ВовковѣІ» (Влковие, Вōвково́ї), о чем свидетельствует надпись на железнодорожном станционном знаке в том месте, где возле селе останавливался узкоколейный поезд "Ужгород-Анталовцы", функционировавший в то время. (см.: на фото)

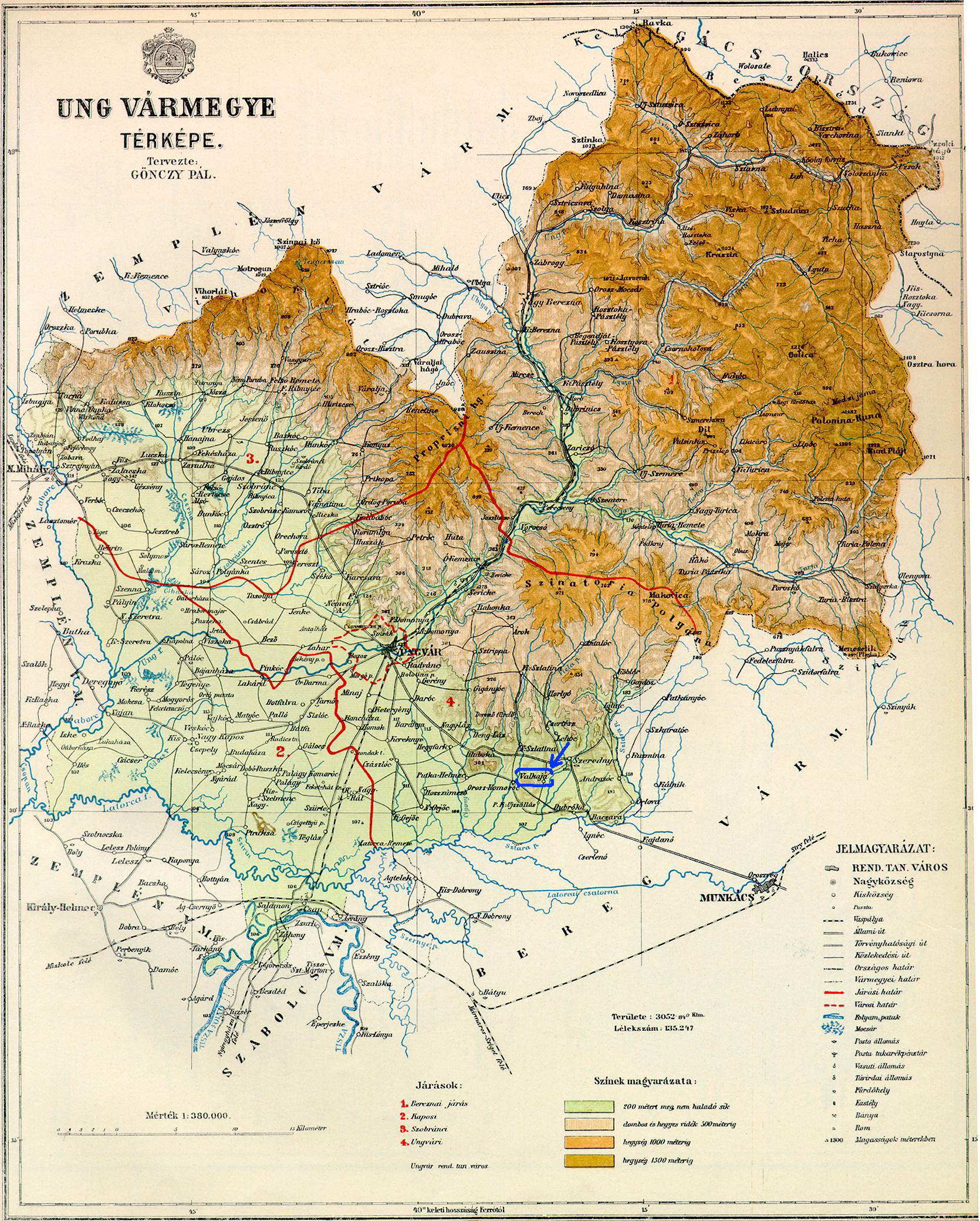
село Valkaja на австро-венгерской географической карте 19 века.

В книге «Статьи по славяноведения» (Выпуск 3), под редакцией ординарного академика В. И. Ламанского, Типография императорской академии наук, С.-Петербург, 1910 г. на стр.258 в перечне населённых пунктов указано название села — Волкова, ВолковіЇ (Ungordas).

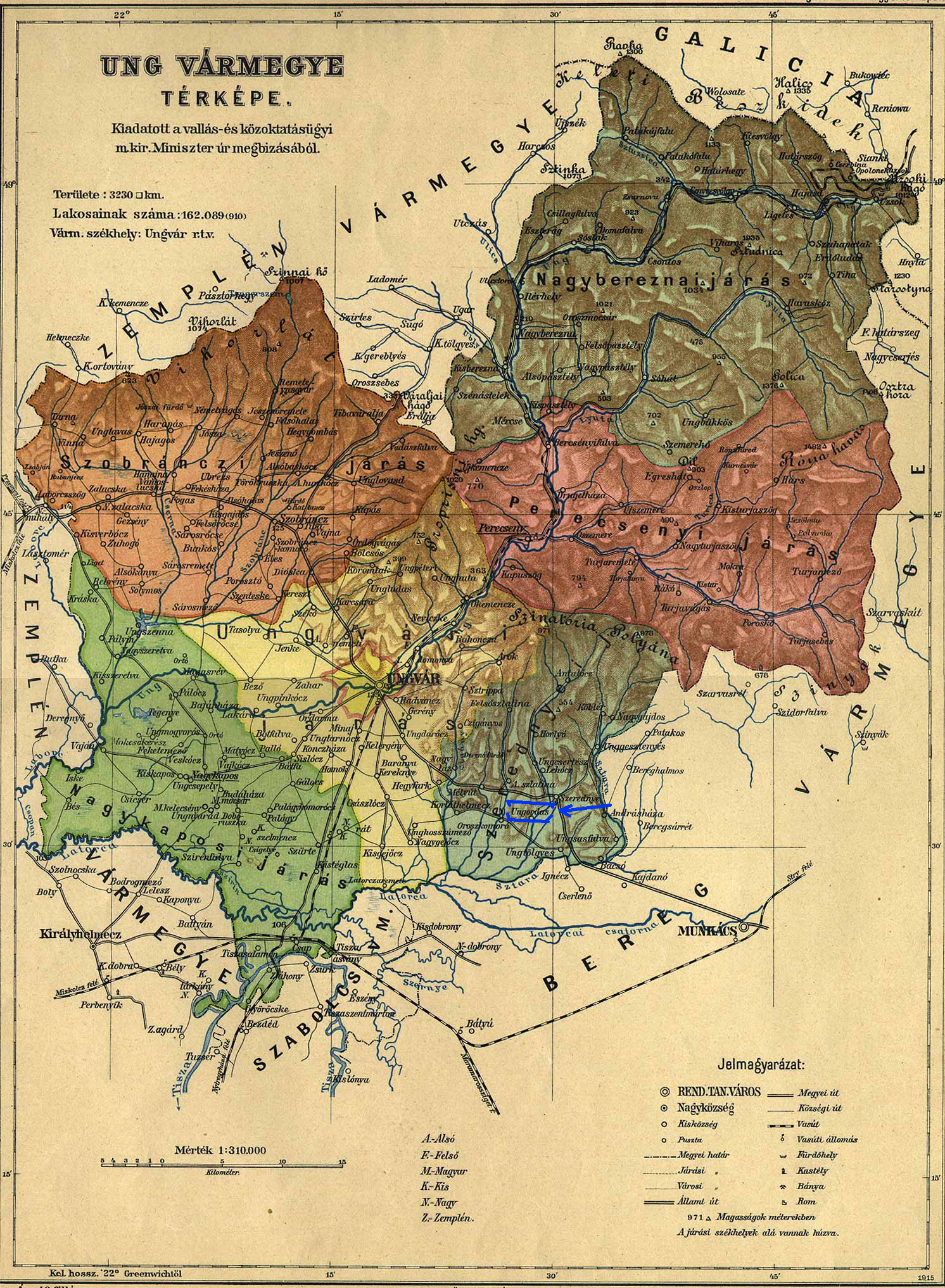
с. Ungordas (Унгордаш) на географической карте 1910 г.

Известный украинский языковед, доктор филологических наук, профессор Павел Павлович Чучка в своей книге «Фамилии закарпатских украинцев. Историко-этимологический словарь» использует в статьях данной работы (стр. 122, 568, 634, 619, 582, 566, 563, 428, 417, 226) историческое название села, а именно — «Вовковыї» и сообщает, что советскими кодификаторами в 1946 году Вовковыї были переименованы и получили название — «Вовкове». (стр. 122 словаря). Название Вовкове и в независимой Украине является официальным (нормативным). Впервые оно было опубликовано в справочнике «Украинская ССР: Административно-территориальное деление: на 1 сентября 1946 года» (стр. 691).
После включения Подкарпатской Руси в состав УССР и создания Закарпатской области в 1946 году было характерно принудительное переименование населённых пунктов края и изменения их названий с окончанием на «е», что не является типичным для многих закарпатских топонимов (в том числе для села Волково (местное (историческое) название — Вовково́ї (Вōвково́ї)  — которое изменили на «Вовкове́»). Такое мнение о переименовании населённых пунктов Закарпатья высказывали учёные-филологи В.Добош и Г.Воронич.
По мнению П.П. Чучки эти изменённые названия — являются искусственными прилагательными образованиями, были рекомендованы как официальные с 1946 года и населения их не употребляет.

Коренные местные жители в живой разговорной речи употребляют и в наше время название своего села — Вōвково́ї (Вōвково́йи) с ударением на последнем о́. Например — «вовково́йський», «вовково́йськая», «по вовково́йськи», «пушов до Вовково́й», «вун бов у Вовково́ях», «прийшов из Вовково́й», «бов им у Вовково́ях» и т. д.

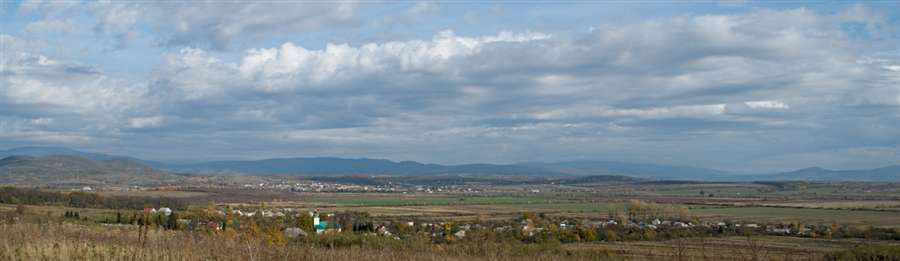
с. Волково. Панорамное фото пейзаж возле села.

Первые письменные упоминания о селе известны с 1314 года. Село, как и все Закарпатье, с X века было частью Венгерского королевства. В источниках XIV—XVII вв. село известно под названием «Valkaja». В 15 веке село было собственностью дворянских родов Часловци (Császlóci) и Каллаи (Kállai). Вблизи села находился виноградник (первое упоминание в 1421 году), а в урочище Гурка, на правом берегу речки Виела (Вьела) в 1380 году был основан монастырь католического монашеского ордена павликианцев (просуществовал до середины 16 века). В 1427 году семья Часловци имела здесь 19 крестьянских наделов и дом шолтеса (Шолтесы — люди, которые нанимались заселением сёл).
Позже, в 16 веке, его владельцами становятся влиятельные владельцы Середнянского замка — семья Добо, которые присоединяют село к своей доминии. Середнянская доминия включала кроме Среднего ещё такие населённые пункты: Руские Комаровцы, Ляховцы, Худлево, Дубровка, Бачава, Ирлява, Кибляры, Линцы и Андрашовцы (Андреевка). В 1599 году крестьяне Valkaja (Волково) были обложены податями от 13 порт (целых наделов).
В 17 веке село становится владением семьи Другетов и их потомков. Это был неблагоприятный период для его развития. Однако, самыми тяжёлыми оказались первые десятилетия 18 века, когда в результате войны венгров против австрийцев под руководством Ференца ІІ Ракоци (1703—1711) и последовавшего карательного террора со стороны австрийской армии против местного русинского населения, которое участвовало этой войне на стороне венгров, десятки сел на Ужанщине стали безлюдными. Такая судьба постигла и село Valkaja (Волково) — в 1715 году его жители были обложены податями только от 8 крестьянских дворов, а в 1717 году там не зафиксировано ни одного жителя.
Повторное заселение села происходило медленно. Ещё в 1751 году здесь проживало всего 4 семьи, о которых известно, что все они были выходцами из села Турица (возле Перечина). Своей церкви не имели, а ходили в соседнее село Ляховцы.
Во второй половине 18 века, во времена Марии Терезии, количество жителей села резко возрастает за счёт новых переселенцев. В этом приняли также участие и новые дворяне села, в частности семья Гиланьи. В 1806 году церковная перепись показала, что в селе проживало менее 300 греко-католиков, а местный приход был в то время филиалом села Руские Комаровцы. Где-то в этот же период в селе начинают строить каменную церковь (полностью построена и освящена в 1847 году), а сам приход стал отделением Среднего.

В книге венгерского учёного Элека Фийнеша «Географический словарь Венгрии» 1851 года в переводе и упорядочении известного учёного-исследователя краевой истории Закарпатья Иосифа Кобаля о селе сообщается следующее:

Остановка поезда узкоколейки. На станционном знаке указано название села — Vlkovye-ВовковыI (Фото 20-30-х годов ХХ ст.)

«Волкойо (Valkaja), русинское село в комитате Унг в четверти мили к западу от Среднего; жители: 2 римо-католики, 400 греко-католиков, и 7 евреев. Землевладельцев несколько. Ближайшая почта: Среднее»
В туристическом справочнике-путеводителе «Подкарпатская Русь» (1936 г.) учителя, редактора, писателя, известного краеведа Ярослава Достала (Чехия), Jaroslav Dostal (1884—1950), который перевёл и по-новому упорядочил, систематизировал и дополнил текстовым и иллюстративным материалом известный поклонник истории и культуры родного края, закарпатский врач-хирург, кандидат медицинских наук, доцент УжНУ Юрий Михайлович Фатула в своей книге — путеводитель-справочник «Европейское корни» (Ужгород, 2016) содержится информация о селе Vlkovyje (Ungordas), (Вовкове, Ужгородского района) (стр. 291).
- Население: 600 жителей
- Национальный состав: русинов — 570, евреев — 18, венгров — 6, иностранцев — 6.
- Религиозные общины: 562 греко-католики.
- Учебные заведения: филиал русинской школы (3 класса) из с. Среднее.
- Церковные учреждения греко-католическая каменная церковь Рождества Пр. Богородицы, 1847 г.
- Промышленные и хозяйственные объекты: винокуренный завод.
- Транспортные объекты: железнодорожная станция.

## Период советской Украины (УССР) и независимая Украина
В более новой истории села можно выделить советский период (1945—1991 г.г.) и период независимой Украины (1991 г. — по настоящее время).
На первом этапе советского периода (конец сороковых начало пятидесятых) состоялась принудительная коллективизация, создание колхоза, который позже объединили с Середнянским колхозом. На практике коллективизация проявилось в «добровольно-принудительной» передачи земли, скота, инвентаря (плуги, бороны и др.) от их владельцев в том числе середняков-простых людей во вновь созданный колхоз. Жители села также «добровольно-принудительно» были вынуждены становиться членами колхоза и работать там. Те которые не хотели работать, как говорили «на калгоз», пытались идти работать в город, хотя в то время крестьянам (колхозникам) Закарпатья (это бывшая составная часть Чехословацкой республики — Подкарпатская Русь, которая была присоединена к Советскому Союзу в 1946 г. под названием Закарпатская область УССР), не выдавались паспорта. А без паспорта на работу, как известно, также не принимали. Были и такие случаи, когда люди выезжали например на работу в шахты в Донбасс, а через некоторое время, поработав там и получив паспорт, возвращались и устраивались на работу в г. Ужгород (на железной дороге, на заводах и т. д.).
В шестидесятых и семидесятых годах ХХ ст., в период СССР, развивалось коллективное сельское хозяйство (существовал совхоз). Так, значимым событием, было изменение направления течения (изменено в сторону села Дубровка) реки Вьела, которая протекала вблизи села. Была осуществлена мелиорация — осушение прилегающих полей, по которым ранее проходило русло этой реки и поэтому эта местность была довольно болотистой. Впоследствии там стали высаживать сельскохозяйственные культуры. Также развивалось совхозное промышленное виноделие — высаживались новые плантации виноградников, которые занимали довольно значительные площади возле села на склонах холмов. На виноградниках работали многие местные жители. Были тракторная и виноградная бригады для которых построены соответствующие хозяйственные постройки. Также высажены яблочные сады, а позже персиковый сад. Вблизи села находилась совхозная животноводческая ферма, где содержалось большое стадо коров, был загон овец. Наибольший пик в развитии коллективного сельского хозяйства (совхоза) пришёлся на так называемые «времена застоя» — вторая половина шестидесятых — 70-е годы 20 ст. После 1985 г., с началом «перестройки» и приходом к власти М. Горбачёва, по местному виноделию достаточно больно ударила так называемая «антиалкогольная кампания».
После распада СССР (1991 г.) начался постепенный упадок совхоза (коллективного сельского хозяйства). Большинство виноградников возле села, высаженные в советский период в совхозе, постепенно стали приходить в упадок и на сегодняшнее время (2020 г.) почти полностью исчезли или некоторая их часть, которая ещё осталась и принадлежит государственному предприятию "Агропромышленная Фирма «ЛЕАНКА» (последнее государственное винодельческое предприятие Украины), находится в сильно запущенном состоянии. На тех местах, вблизи села на склонах холмов, где когда-то были высажены и обрабатывались значительные виноградные плантации в том числе сортовых видов винограда, постепенно всё зарастает зарослями кустов и травой. Хозяйственная постройка совхозной виноградной бригады была передана в частную собственность, полностью разобрано здание бывшей животноводческой фермы.
Традиционным для жителей села, как и для многих жителей сёл Закарпатья (кроме высокогорных) есть домашнее виноделие. Почти в каждом дворе, возле дома выращивается виноградная лоза (есть виноградники -«лугошы») и из своего собственного винограда изготавливается домашнее вино. А у некоторых имеются даже свои небольшие виноградные плантации.
В 1950-х г.г. в селе, в том числе благодаря усилиям и энтузиазму местных жителей, которые рассказывали о том, как они участвовали в строительстве, было возведено достаточно большое по размерам здание Клуба, в котором функционировали кинозал и библиотека. Клуб был местом для проведения публичных праздничных мероприятий в селе, досуга и отдыха молодежи, местом проведения собраний жителей села и тп. С конца 1990-х — начало 2000-х г.г. начался его упадок, не проводилось финансирование работы, шло постепенное разрушение здания при отсутствии необходимых текущих ремонтов, при полном бездействии власти и уполномоченных организаций по решению этого вопроса. В настоящее время (2020-24 г.) здание Клуба практически полностью развалилось, пришло в негодность, от него фактически остались грустные развалины, напоминающие о былой деятельности и его расцвете.
Возле села, где была станционная остановка, проходила узкоколейная железная дорога Ужгород-Анталовцы, построенная в 1916 г. в период Австро-Венгрии. Курсировал небольшой поезд, который перевозил пассажиров, грузы хотя и передвигался медленно. В 1976 г. узкоколейка, как устаревшая и нерентабельная, прекратила работу и была разобрана.

## Современность
В 2004—2005 г.г. село было газифицировано. При низких ценах на газ в этот период газификация позволила обеспечить эффективное и недорогое отопление домов жителей села.
Также, в период 2009—2011 р.р.за счёт инвестиционных проектов полностью были заменены опоры линий электропередач (Ужгородский РЭС, ЧАО «Закарпатьеоблэнерго») из старых-деревянных на новые бетонные, также проведено бесплатную замену электросчётчиков потребителей на более современные.

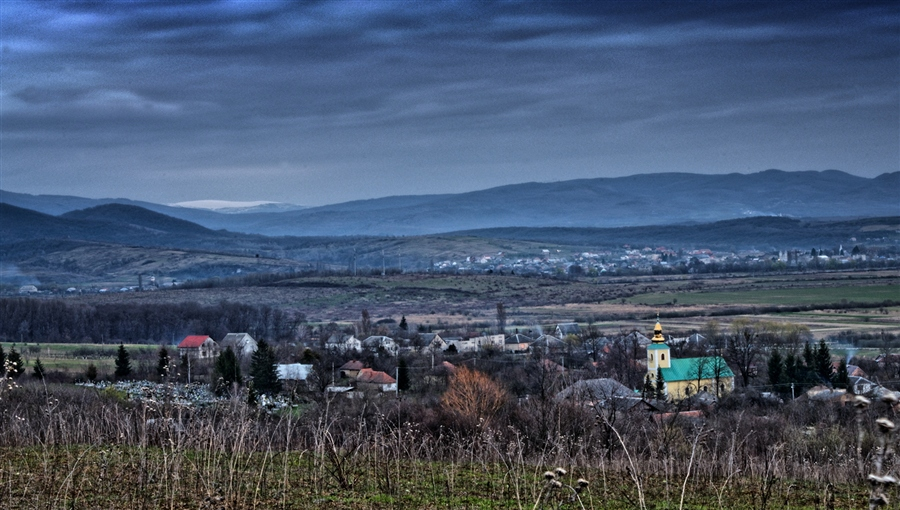
с. Волково ранней весной

В 2017-18 г.г. (благодаря усилиям местных активистов) районной дорожно-эксплуатационной организацией выполнен текущий ремонт участка (2 ,5 км) автомобильной дороги районного значения от международной трассы к селу Волково.
В самом селе дорога последний раз была ремонтирована в конце восьмидесятых годов ХХ ст. — то есть ещё в советские времена — за средства которые выделял винсовхоз силами райавтодора. В настоящее время состояние этой дороги в селе крайне неудовлетворительное, несмотря на постоянные обращения жителей с требованиями отремонтировать её. В течение более чем 20 лет независимой Украины ни разу не проводился ремонт этой дороги, ответственность за состояние которой лежит непосредственно на местной власти — Середнянском поселковом совете.
В 2016 г. село обеспечено высокоскоростным доступом в сеть Интернет с помощью волоконно-оптического кабеля по технологии FTTВ (Fiber To The Building, «оптический кабель к дому») провайдером — ООО «Ярком».
В последние годы на бывших совхозных полях возле села, которые переданы в аренду агрохолдингам, на значительных площадях выращивается кукуруза, соя (вероятно ГМО происхождения). При их выращивании используется для обработки значительное количество химикатов-гербицидов, инсектицидов, которые том числе разбрызгиваются на поля с использованием летательных аппаратов. Это приводит к ухудшению состояния экологической обстановки в селе и прилегающих территориях, особенно для тех жителей чьи домохозяйства расположены совсем близко от плантаций, а также это вредно для полей на которых выпасывают скот (стадо коров) местных жителей и для пчел из местных пасек.
Также, за последние годы проблемным является вопрос постоянной тенденции к падению уровня воды в колодцах многих домохозяйств села (вплоть до полного отсутствия воды), особенно в летний период, когда крайне мало или совсем нет осадков. Возможно, что такое положение является следствием проводимой когда мелиорации на территории возле села и общей тенденции к падению уровня подземных (грунтовых) вод, а также увеличение общих объёмов потребления воды из колодцев и скважин. Подобная ситуация с падением уровня воды в колодцах, характерная в последний период и для других сел Ужгородского района.
В селе на базе зданий сельской начальной школы и детского сада функционирует коммунальная организация «Вовковецкий учебно-воспитательного комплекс дошкольное учебное заведение — общеобразовательная школа I ступени коммунальной собственности Середнянского поселкового совета — „НВК Вовковецький“.

## Религия

### История Церкви Рождества Пресвятой Богородицы(1847г.)
Старая деревянная церковь по преданию стояла когда-то чуть ниже нынешней типичной каменной церкви. Рассказывали, что у вероятного места где когда-то была старая деревянная церковь, при установлении электрического трансформатора в конце 1960-х годов техникой были выкопаны останки людей (кости, черепа и т. д.), что подтверждает, что рядом со старой деревянной церковью находилось захоронение людей (вероятно сельское кладбище). Согласно записи Михаила Годинки в старом церковном Евангелии, церковь построена в 1847 году, „оправлена“ в 1876 году, обновлена в 1912 г., и в 1936 году, когда расходы составили 20 тыс. крон. Сначала церковь была покрыта шинглами, затем этернитом, впоследствии жестяным покрытием. В 2010 году полностью заменена кровля церкви на новую — более качественную, а также купол колокольни сделан из позолоченного металла.
В 1958 году в церковь проведено электричество. В 1978 году при священнике о. Василий Терпай, кураторах церкви Иване Бакася и Иване Вербич, художник Ф. Решетар с сыном обновили интерьер церкви. Красивую Иконопись очищено, но не перерисовано. Эту работу выполнили художник Олег Гораль, а также Василий Гладун и Игорь Мозель.
Согласно надписи на одном из колоколов: он был отлит в 1924 году в память о Первой Мировой войне (1914—1918 г.г.), в которой в том числе участвовали и жители села, некоторые из которых погибли или пропали без вести на полях её сражений. Также на другом колоколе указано, что он был отлит на средства выходцев села, которые выехали в США на заработки.
В 2018 г. стараниями церковной общины и священника о. Михаила Подгорского при входе в церковь на стене размещена мраморная таблица со списком -хронологией священников, которые служили в церкви с момента её построения до современного периода. Также, сделано мощёную тротуарной плиткой дорожку от ворот с улицы в церковь. Был обновлён и освящён крест на кладбище близ церкви во время богослужения в честь Дня памяти умерших в ноябре 2018 г.
Церковь и греко-католическая религиозная община села относятся к Мукачевской греко-католической епархии Закарпатской области, которая является отдельной „церковью свого права“ („sui juris“), имеет автономный статус и не подчиняется главе Украинской Греко-католической церкви.
Религиозной общиной установлен большой 13-метровый металлический крест с Распятием Иисуса на самой высокой точке возле села холме (186 м.) в честь празднования Крестной Дороги Иисуса.

## Население
По данным переписи населения 1880 года, которая была проведена в Австро-Венгрии, в селе проживало 614 жителей, из которых 540 греко-католики; 35-католики; 39 — иудеи.
По переписи 1910 года в селе было 606 жителей из которых: 543 греко-католики; 25-католики; 29 — иудеи; 9 — реформаты.
По данным переписи 1921 года, которая проводилась в Чехословацкой республике, в селе было 603 жители из которых: 565 греко-католики; 11-католики; 25 — иудеи и 2 — другие.
По переписи 1930 году в селе проживало 600 жителей из которых: 562 греко-католики; 18-католики; 18 — иудеи; и 2 православные (восточного греческого обряда (православные).
По венгерской переписи 1941 года в селе проживало 653 жителей из которых: 607 греко-католики; 18-католики; 16 — иудеи; 12 — реформаты.
(PS: Греко-католической веры в церковных переписях населения в Подкарпатье/Подкарпатской Руси, в большинстве были, как правило, русины. Римо-католики и реформаты были, как правило, венгры или словаки. Иудейской веры были евреи).
По переписи населения 1989 года, которая проводилась в СССР, в селе было 558 жителей.
По данным последней переписи населения в независимой Украине, проведённой в 2001 году, в селе проживало 509 человек.

## Галерея

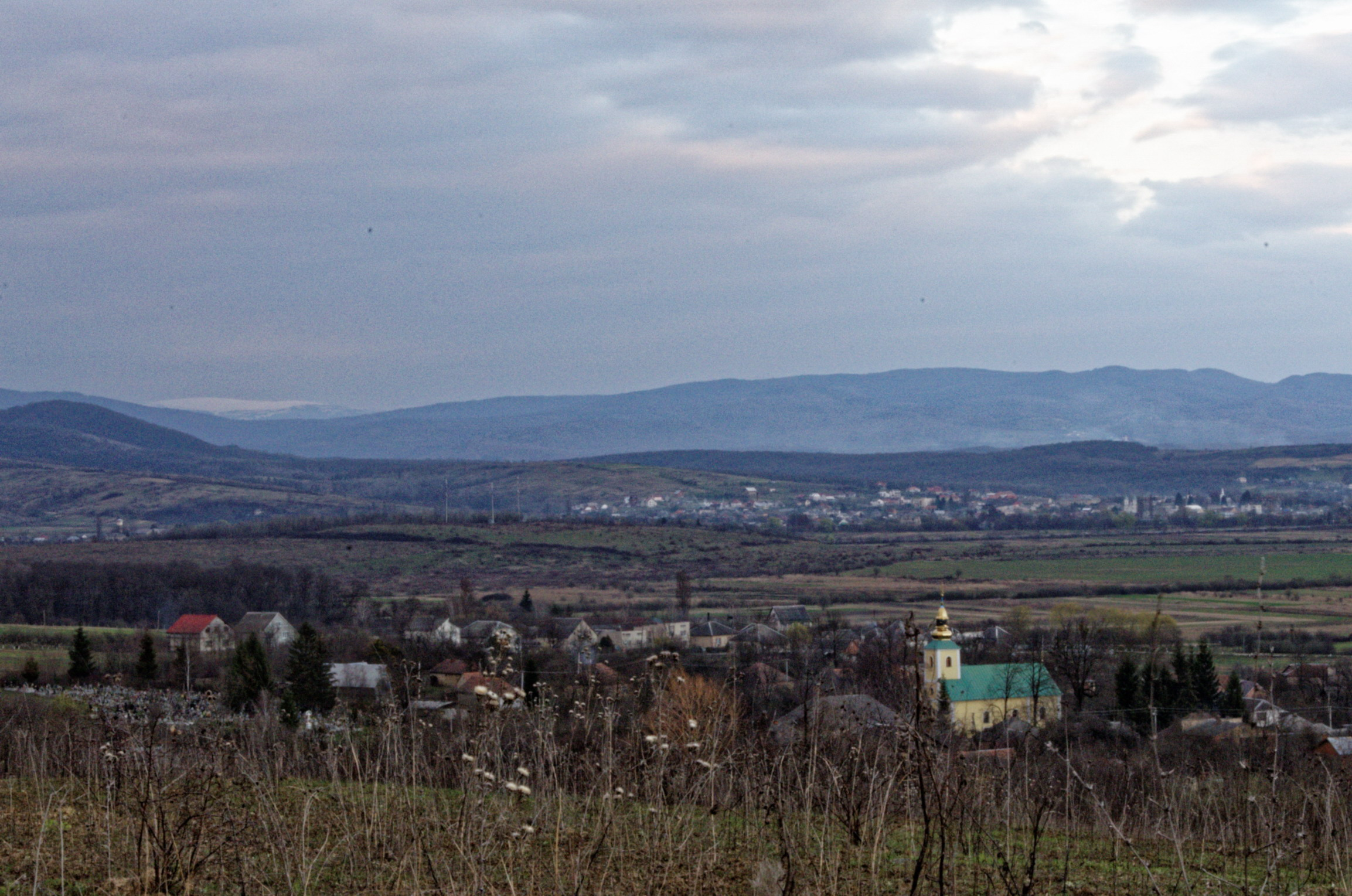
Вблизи с. Волково, весна
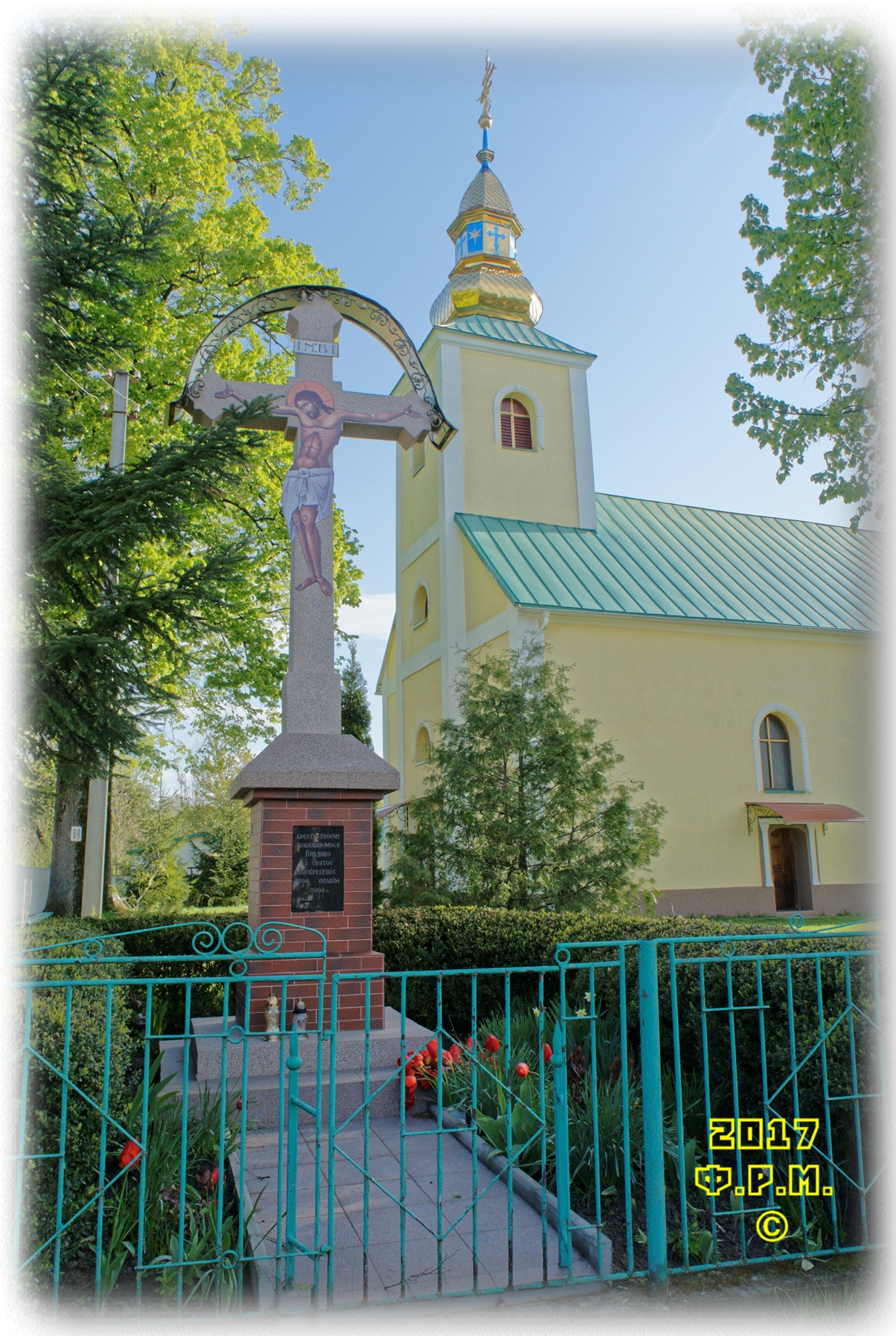
Церковь села, (фото 2017 )
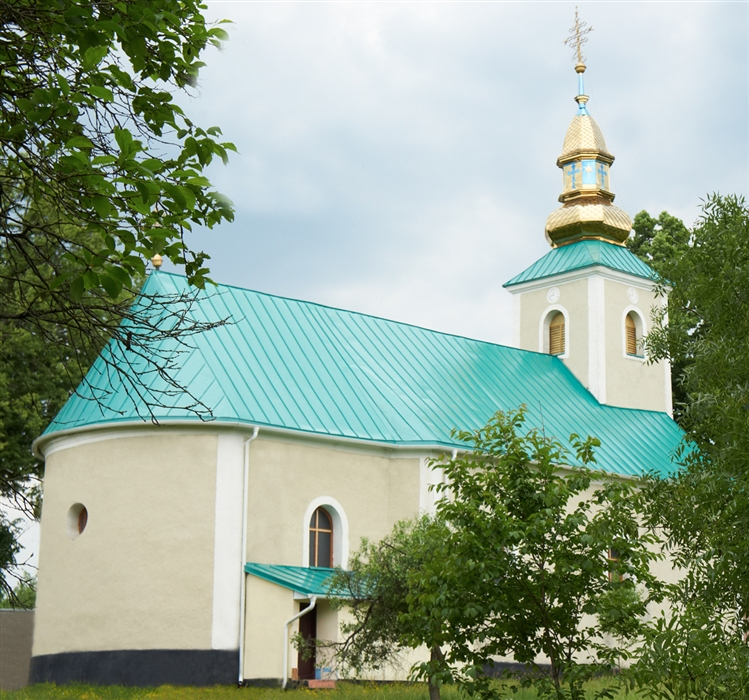
Церковь с. Волково
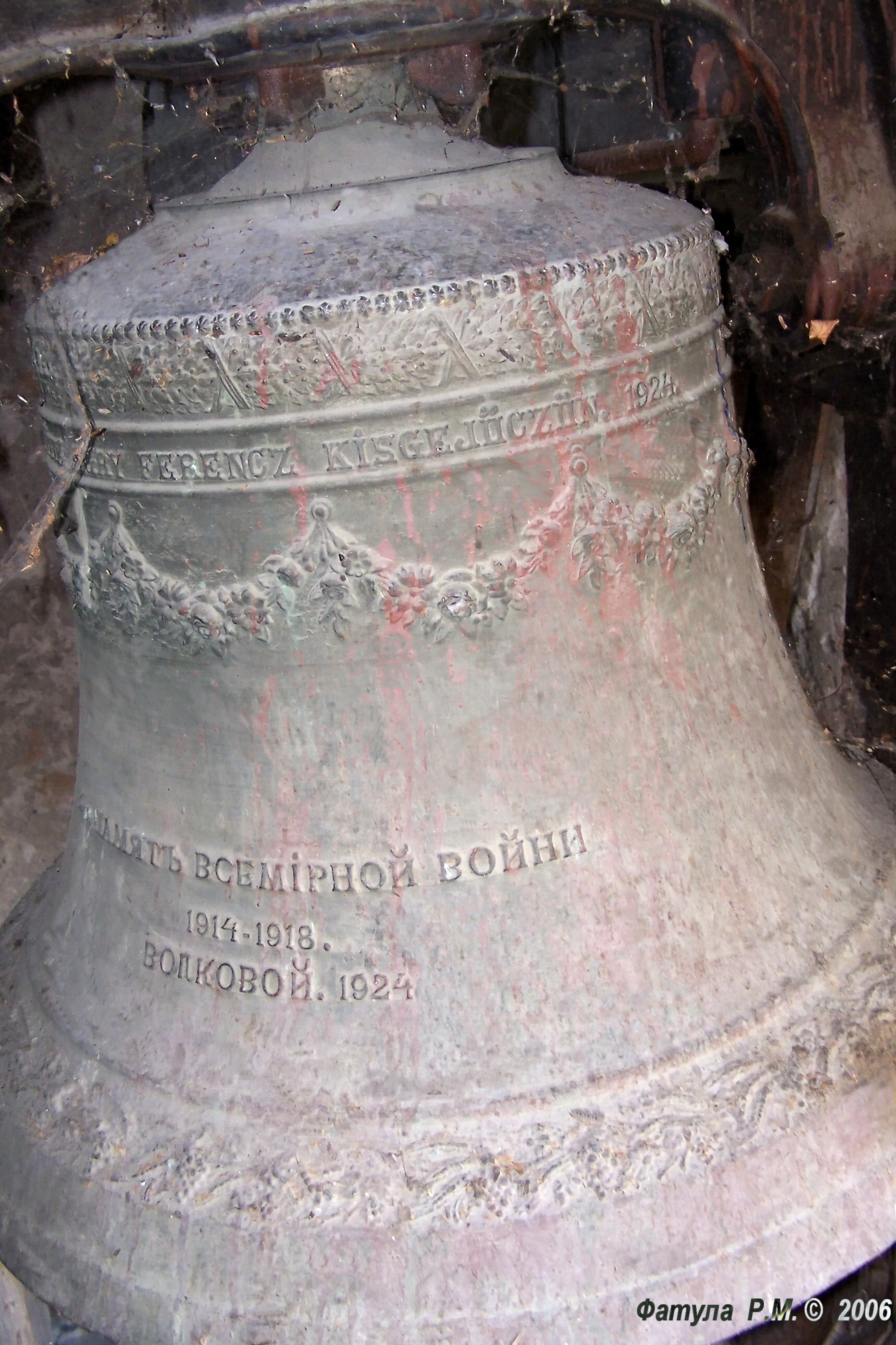
Колокол с надписью в честь Всемирной войны 1914-1918 г., Волковой 1924
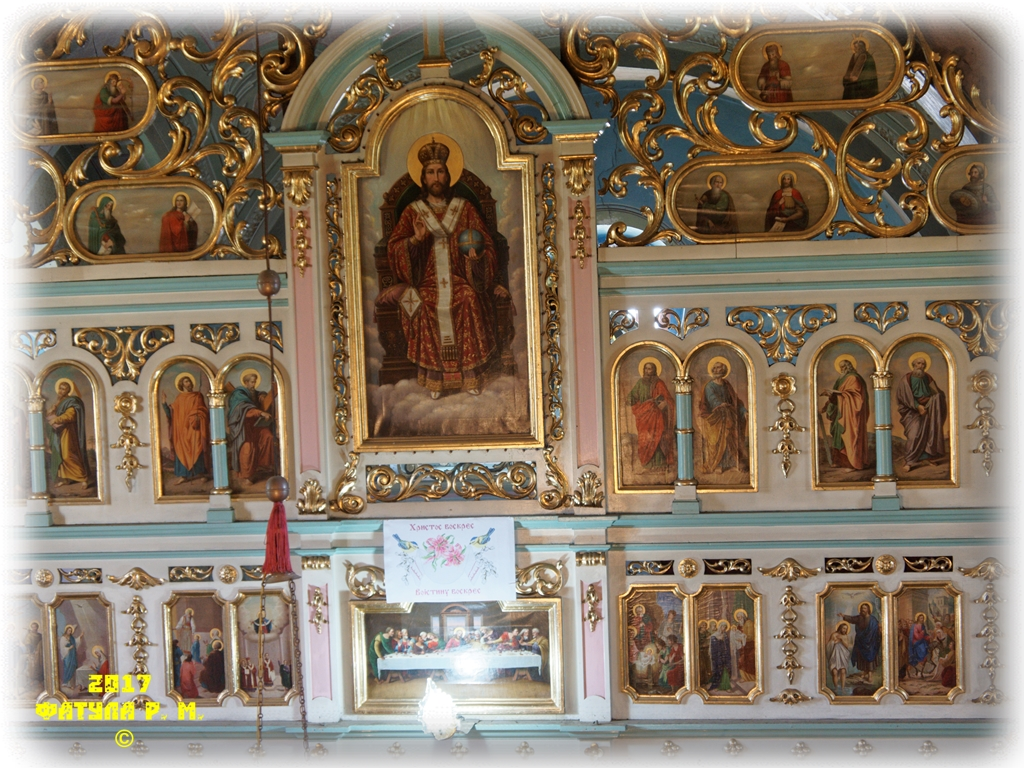
Иконостас церкви
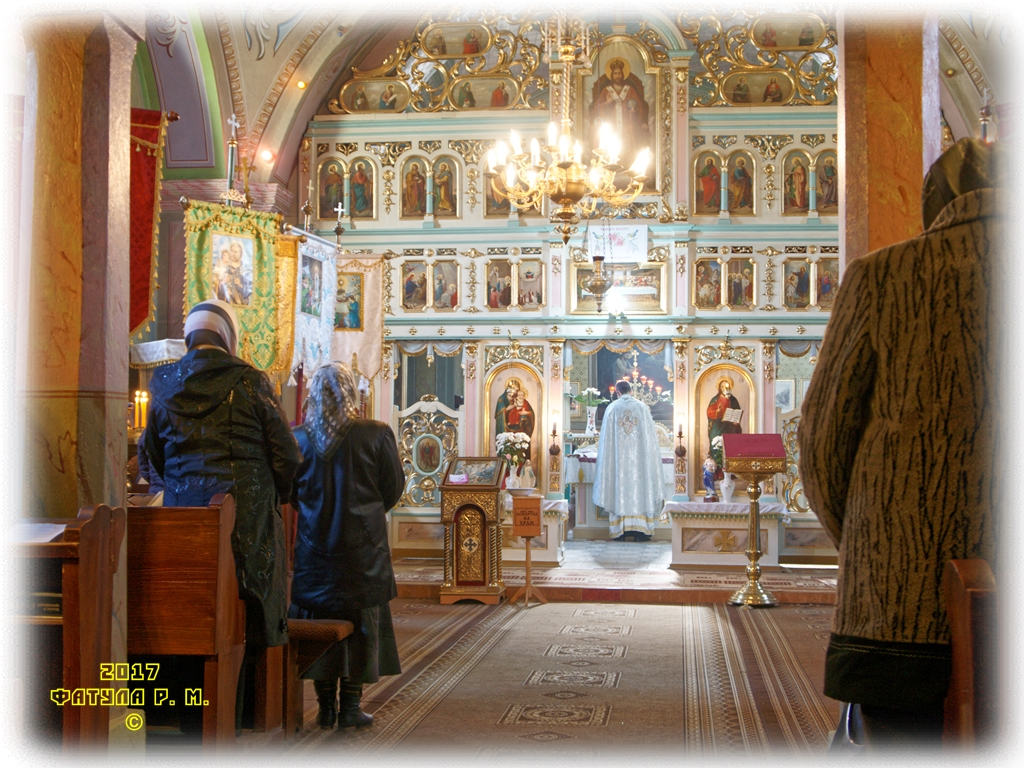
Внутри церкви (2017г.)
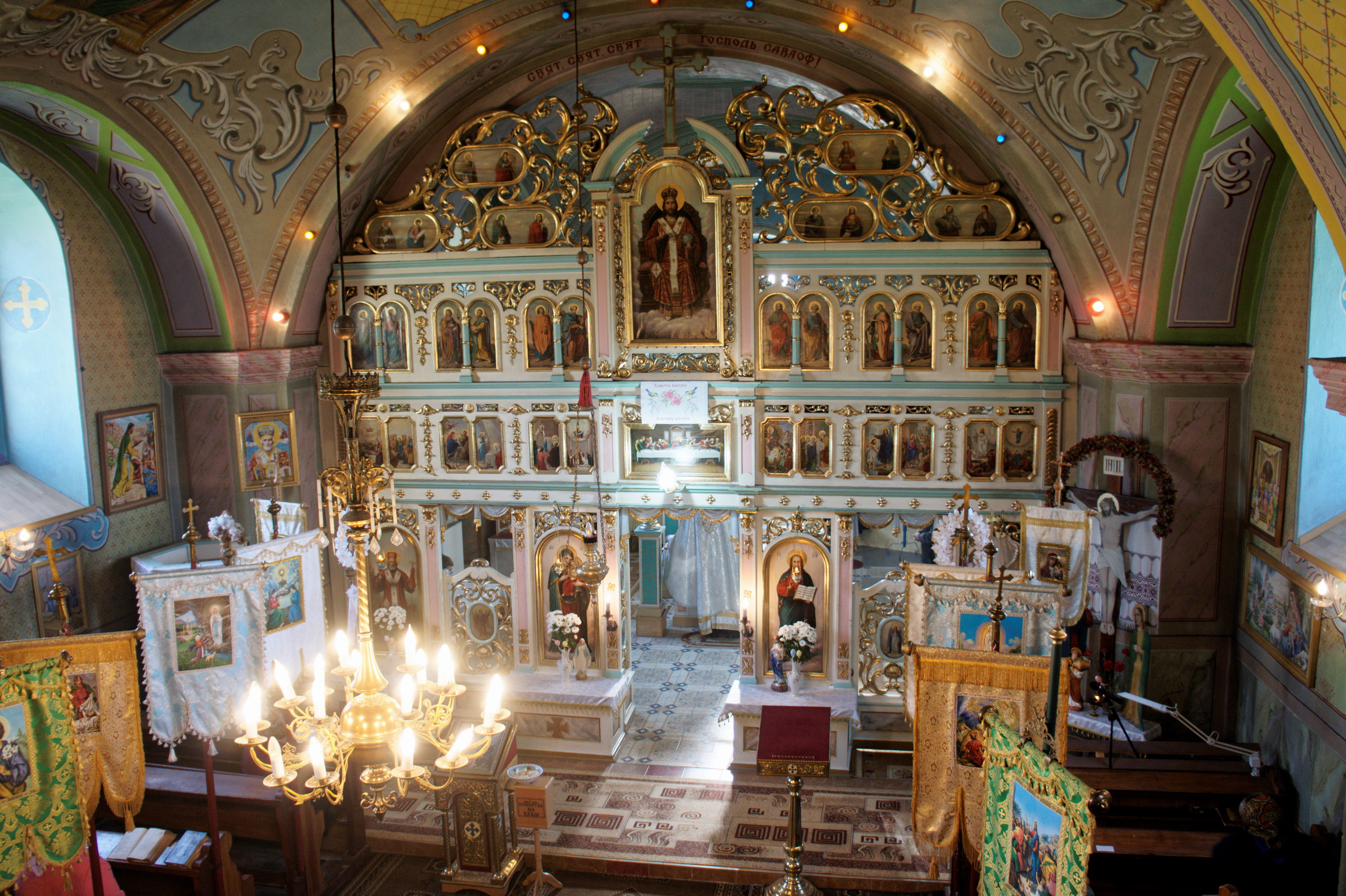
В церкви
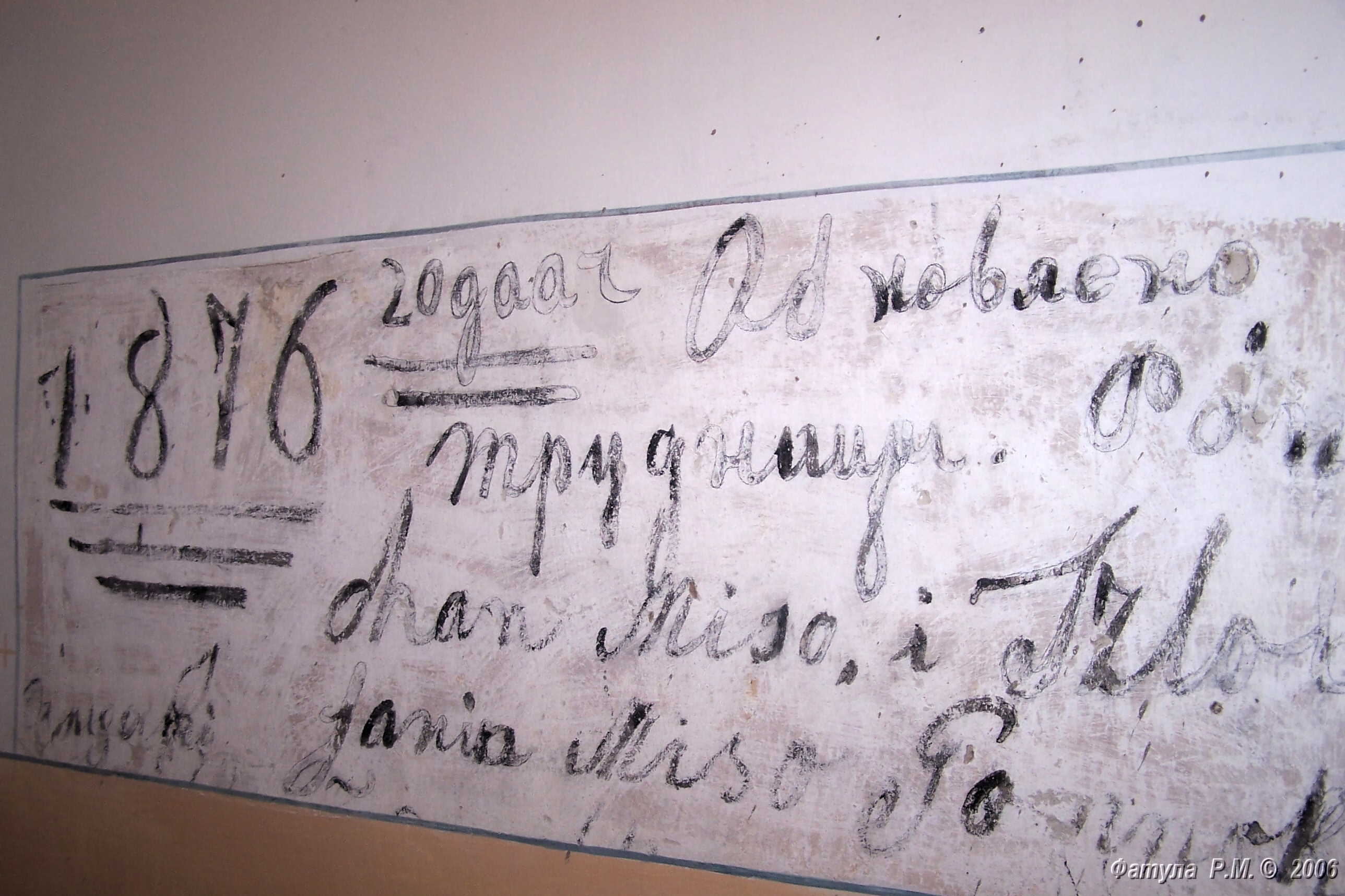
Надпись в комнате куратора в церкви об её "оновлении" в 1876г.
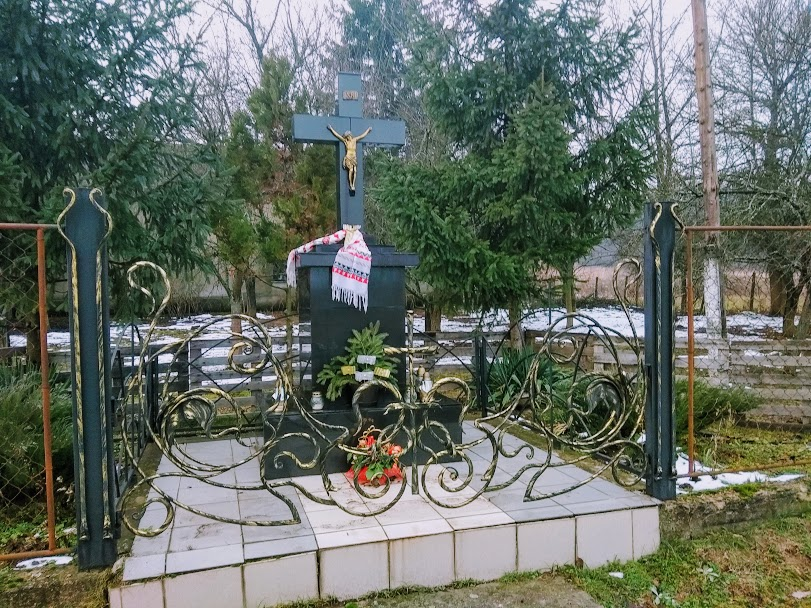
Мраморный крест при въезде в Волково со стороны Среднего.
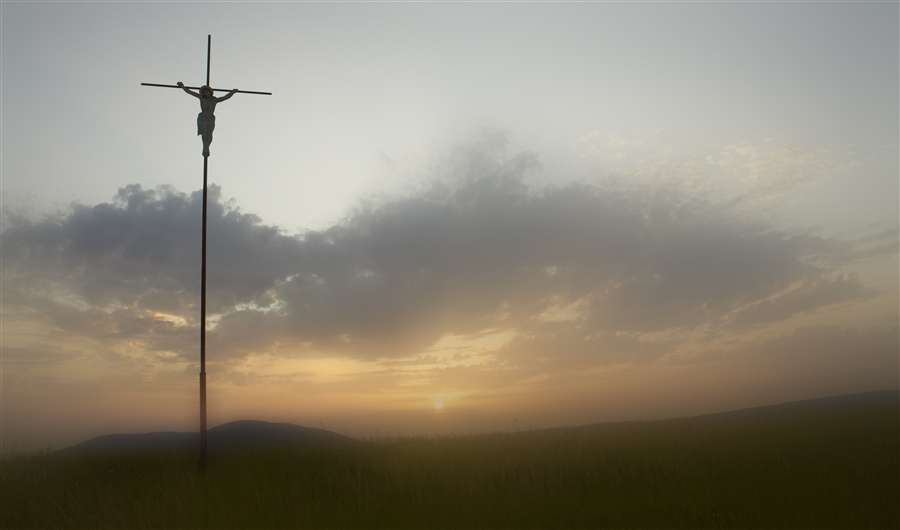
Железный Крест с Распятием (высота 13 м.). Установленный религиозной общиной села на наивысшем холме вблизи села (186 м.н.у.м) в честь Крестной Дороги Иисуса
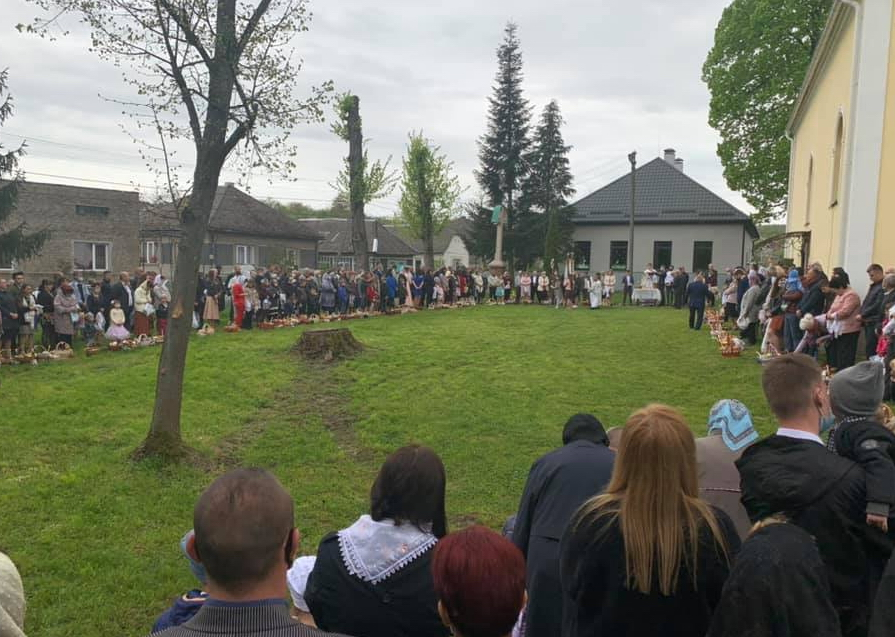
Праздник Пасхи, 2021 г.., возле церкви.
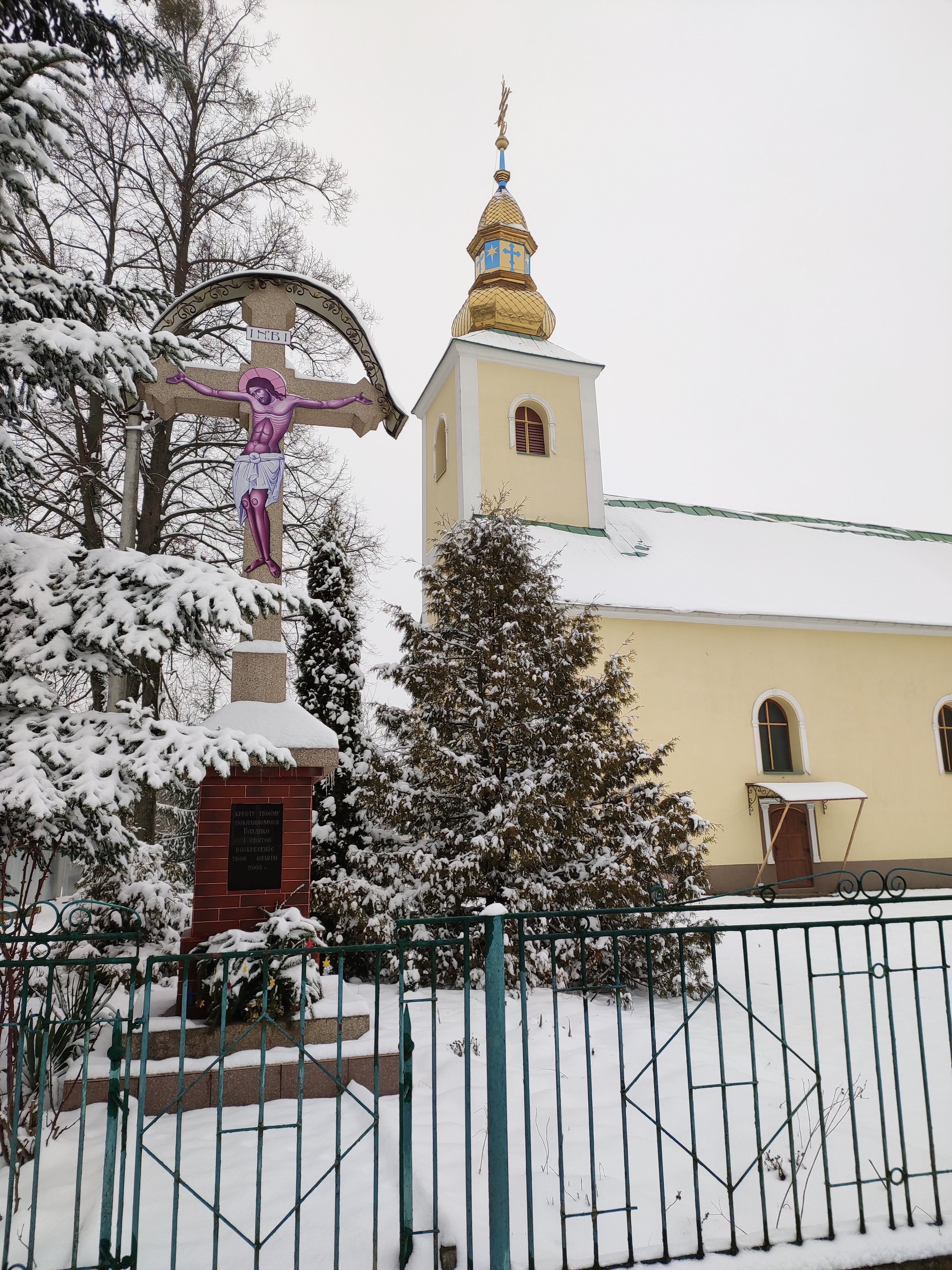
Церковь в селе зимой (2021)
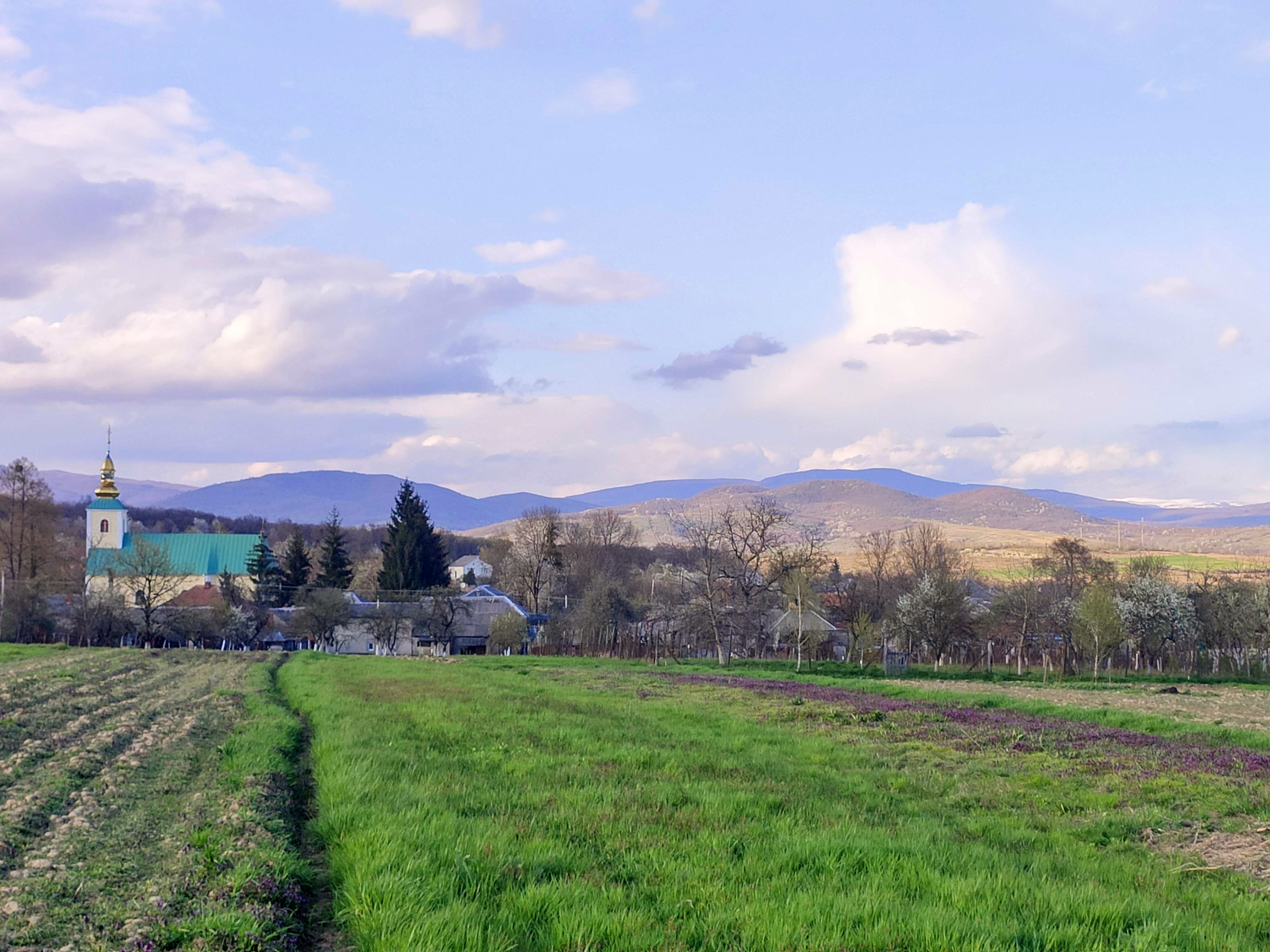
Возле Волково, весна 2021 г.
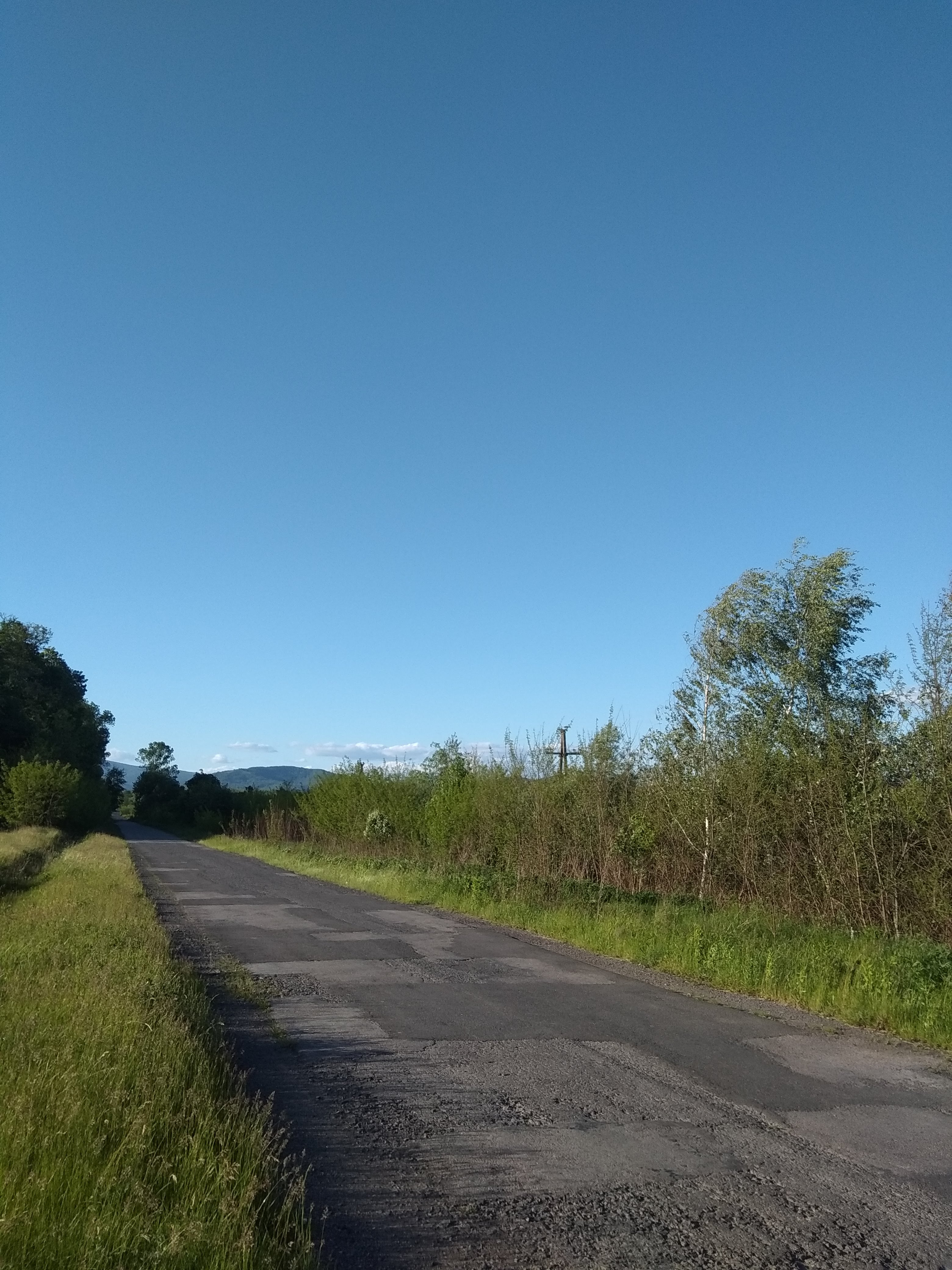
Дорога в село от международной трасы М06-E50, фото 2021 г.
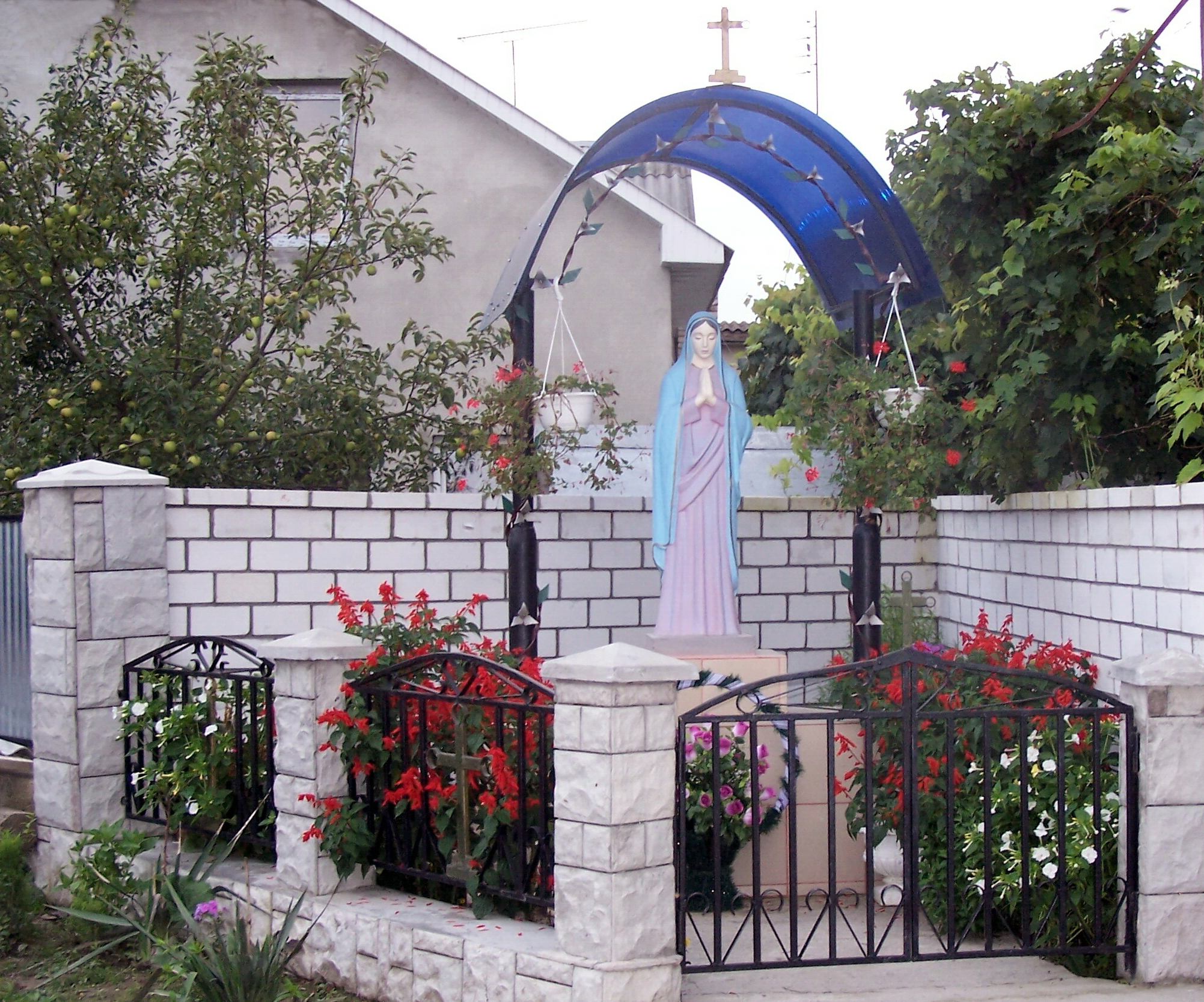
асовня в честь Св. Марии в центре села (фото 2015 г.)
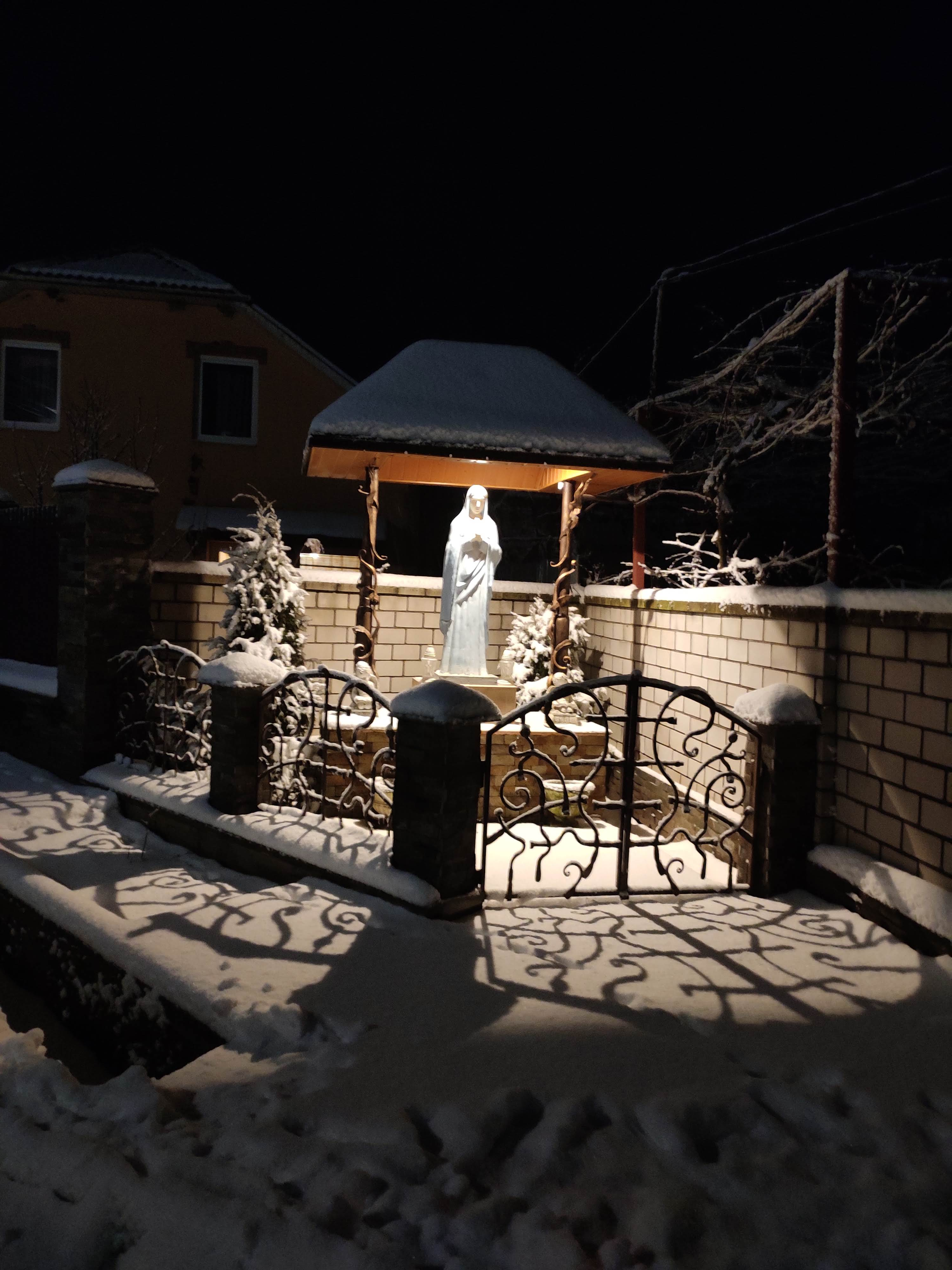
Часовня в честь Св. Марии в центре села (фото 2021 г.)
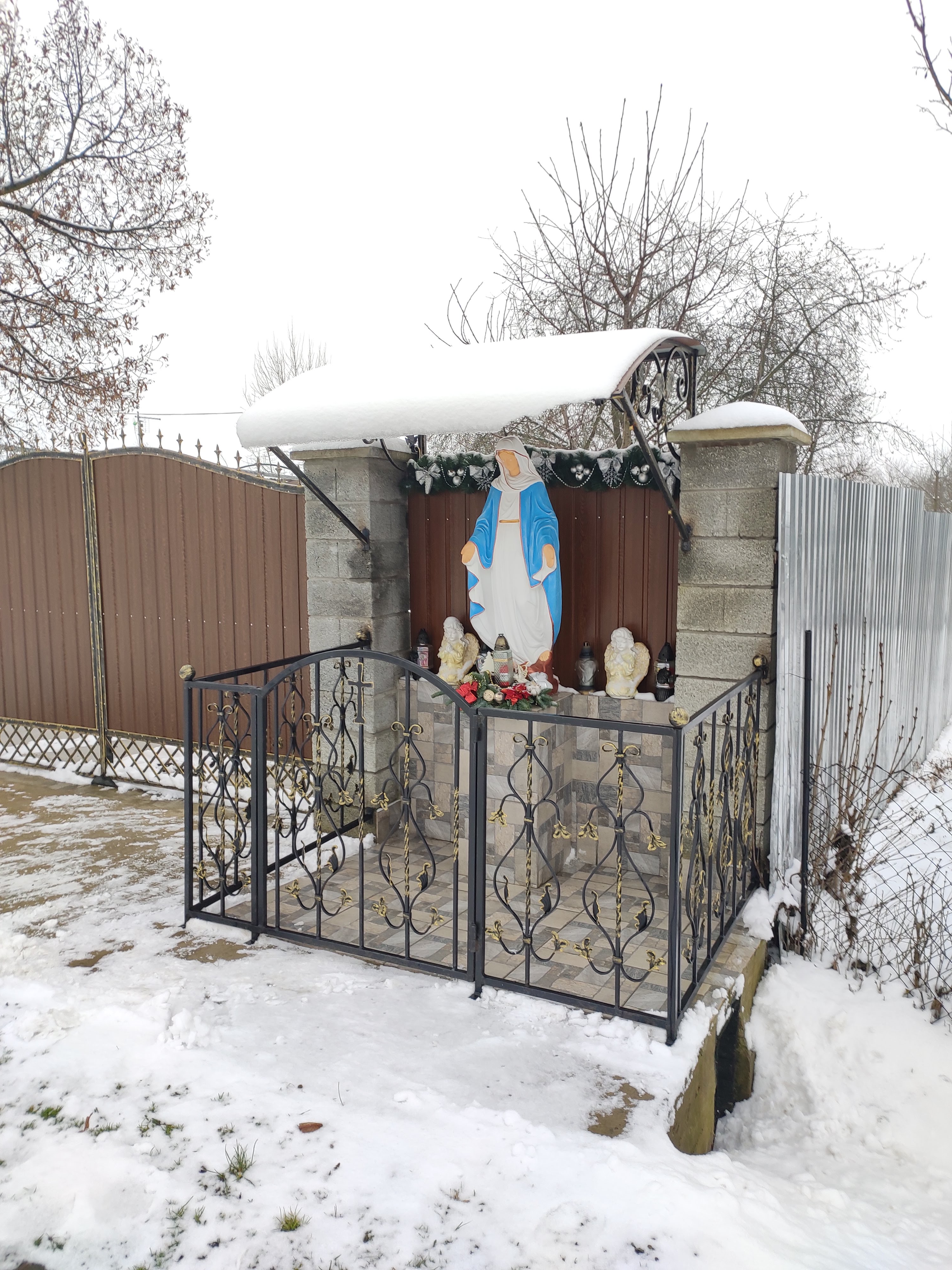
Часовня в честь Св. Марии (фото 2021)
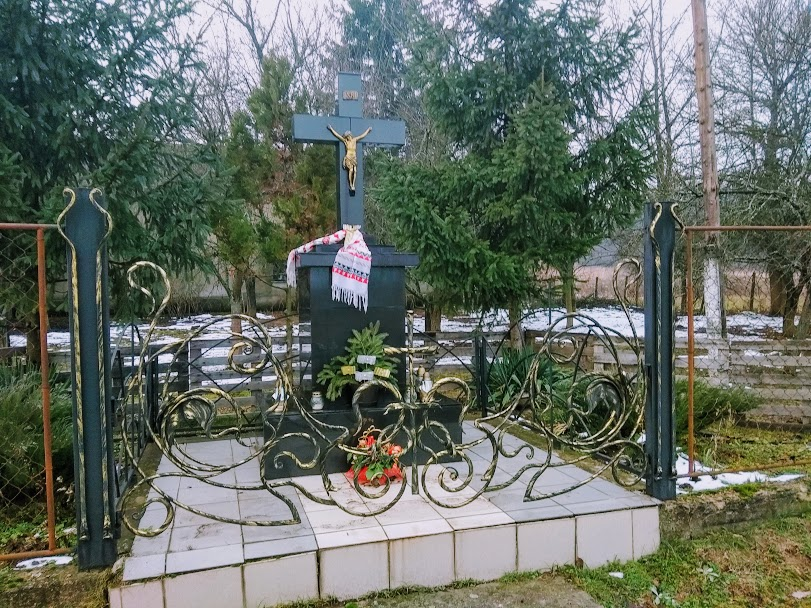
Крест из мрамора, установленый при вьезде в село возле дороги, со стороны  международной трасы
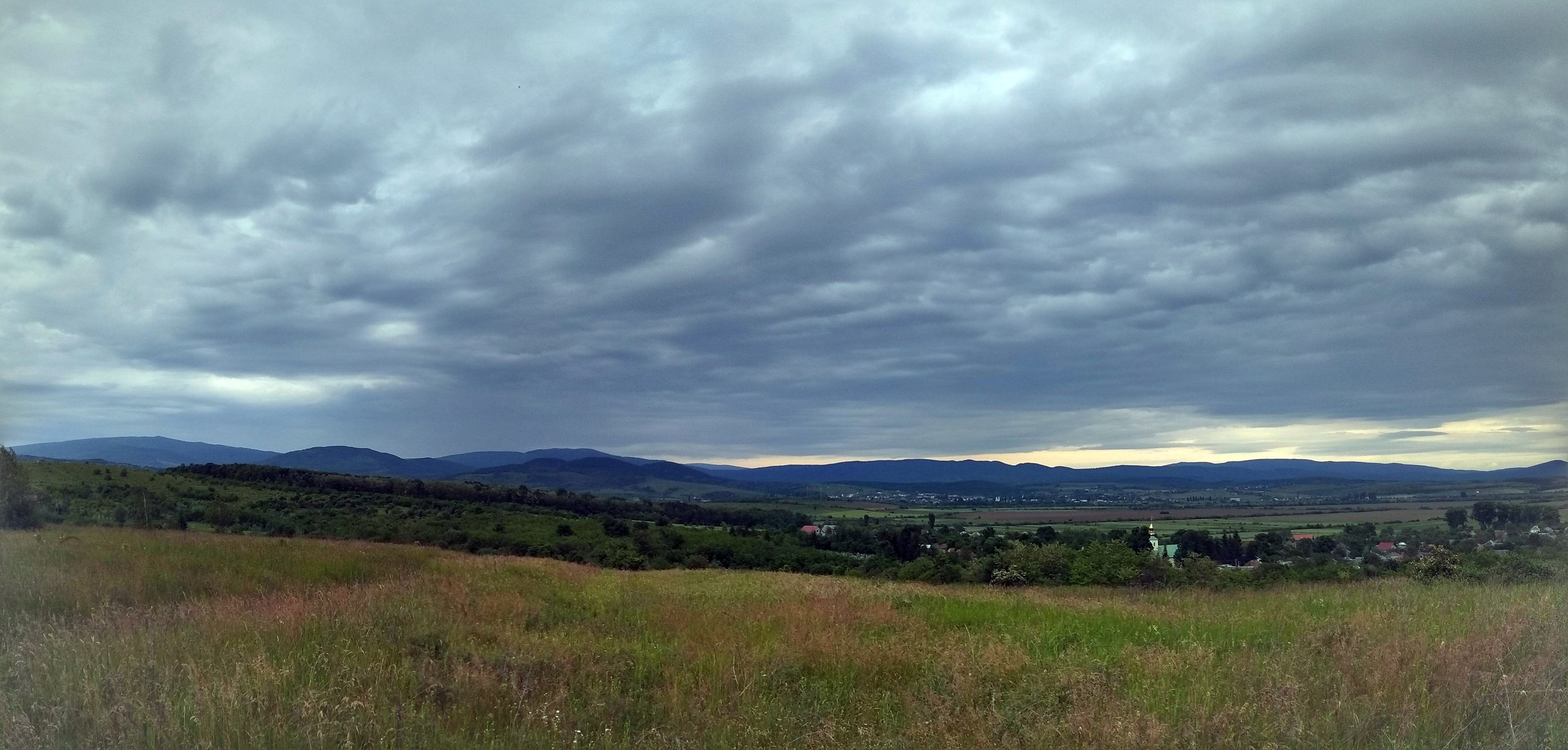
Возле села на холме (2020 г.)
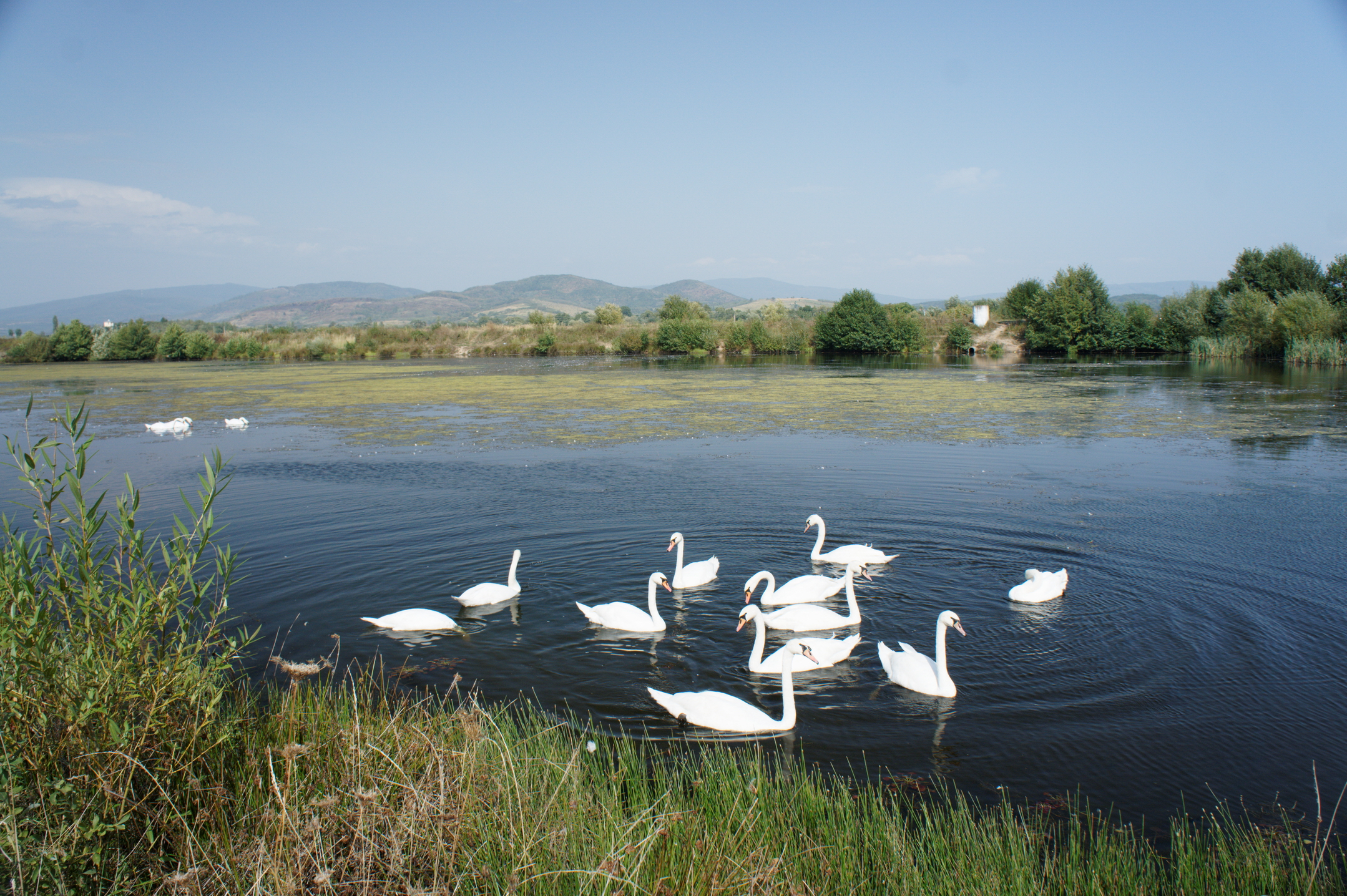
Лебеди на искусственном водоеме неподалёку от Волкового
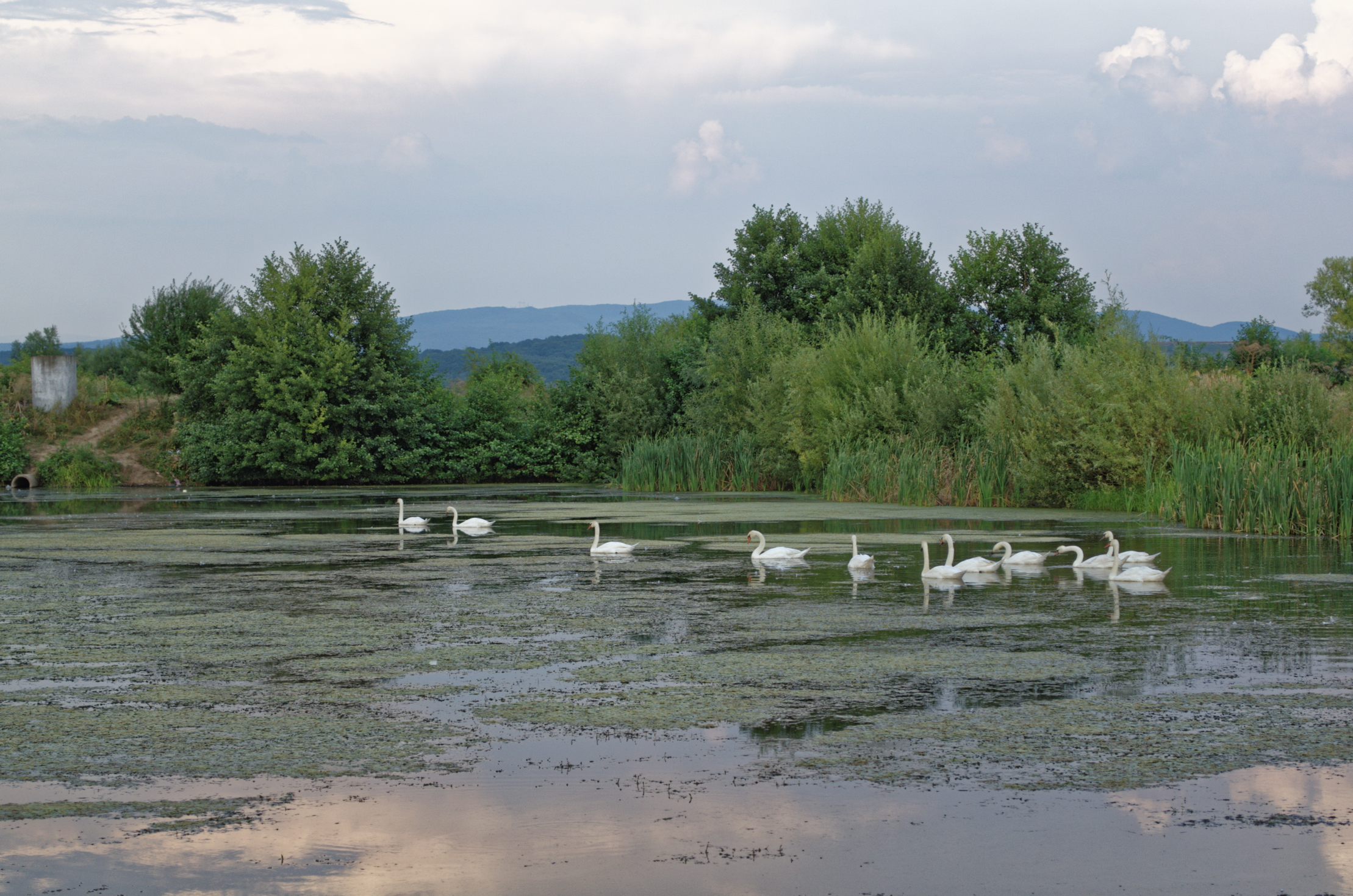
Лебеди (2015 г.)
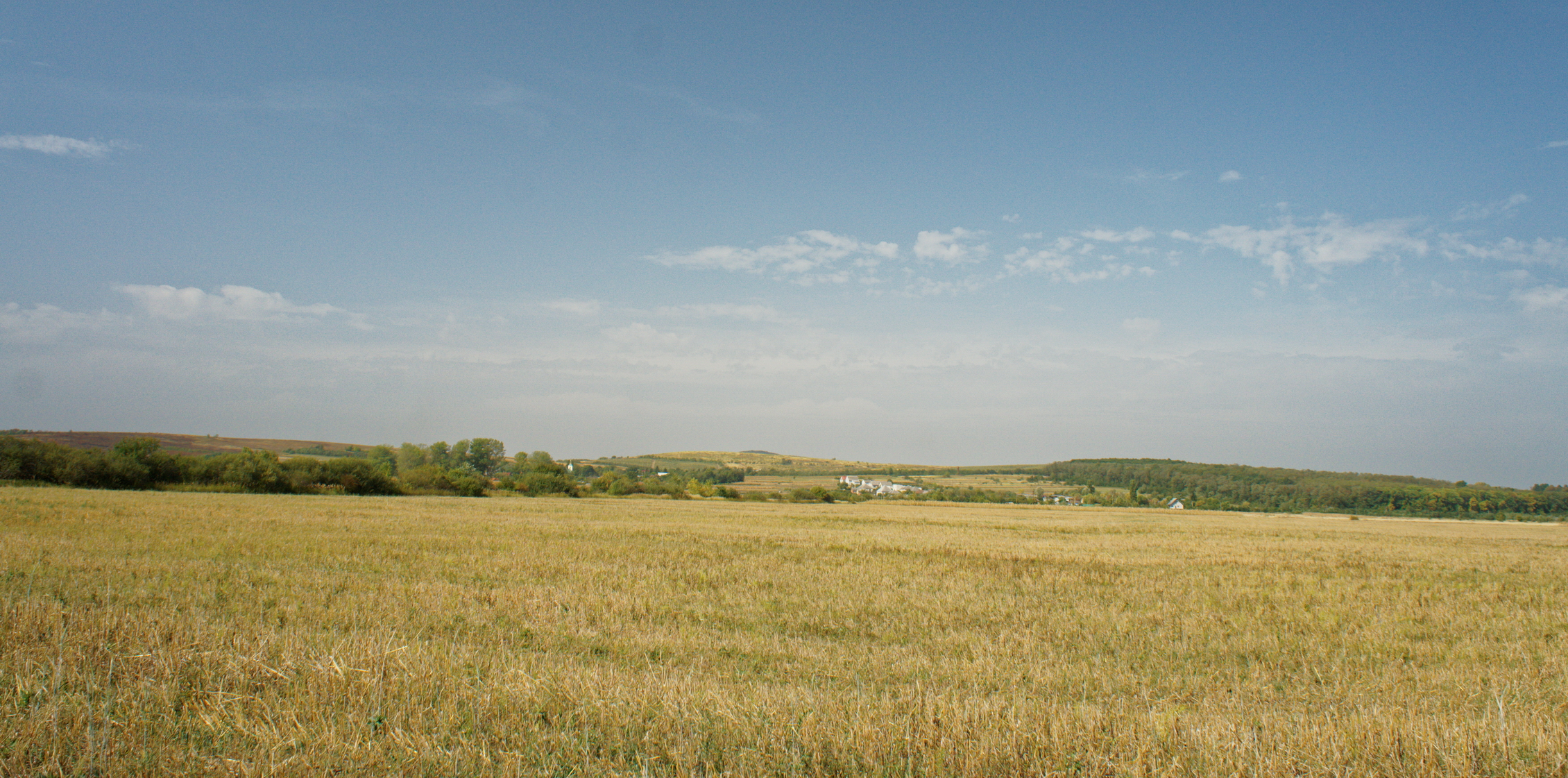
Поля возле села, которыми ранее протекала река Вьела (Веля), направление русла которой изменили во время мелиоративных работ в 1960-70 ых г.
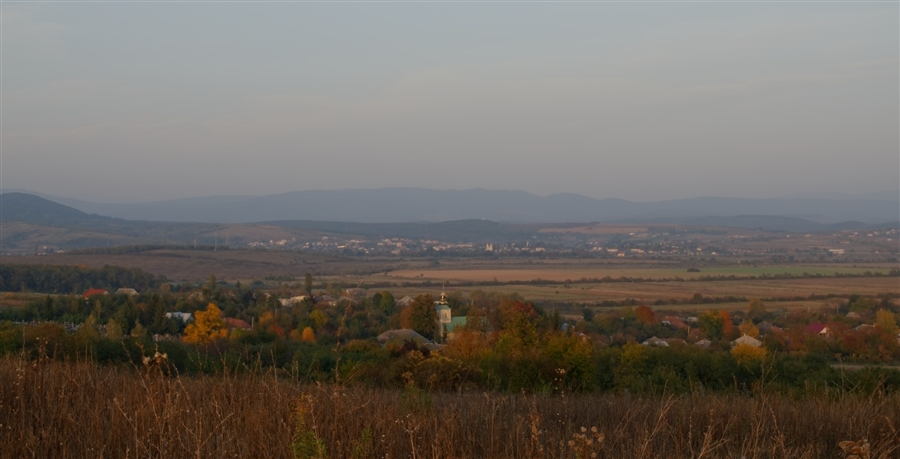
Осень, 2015 г.
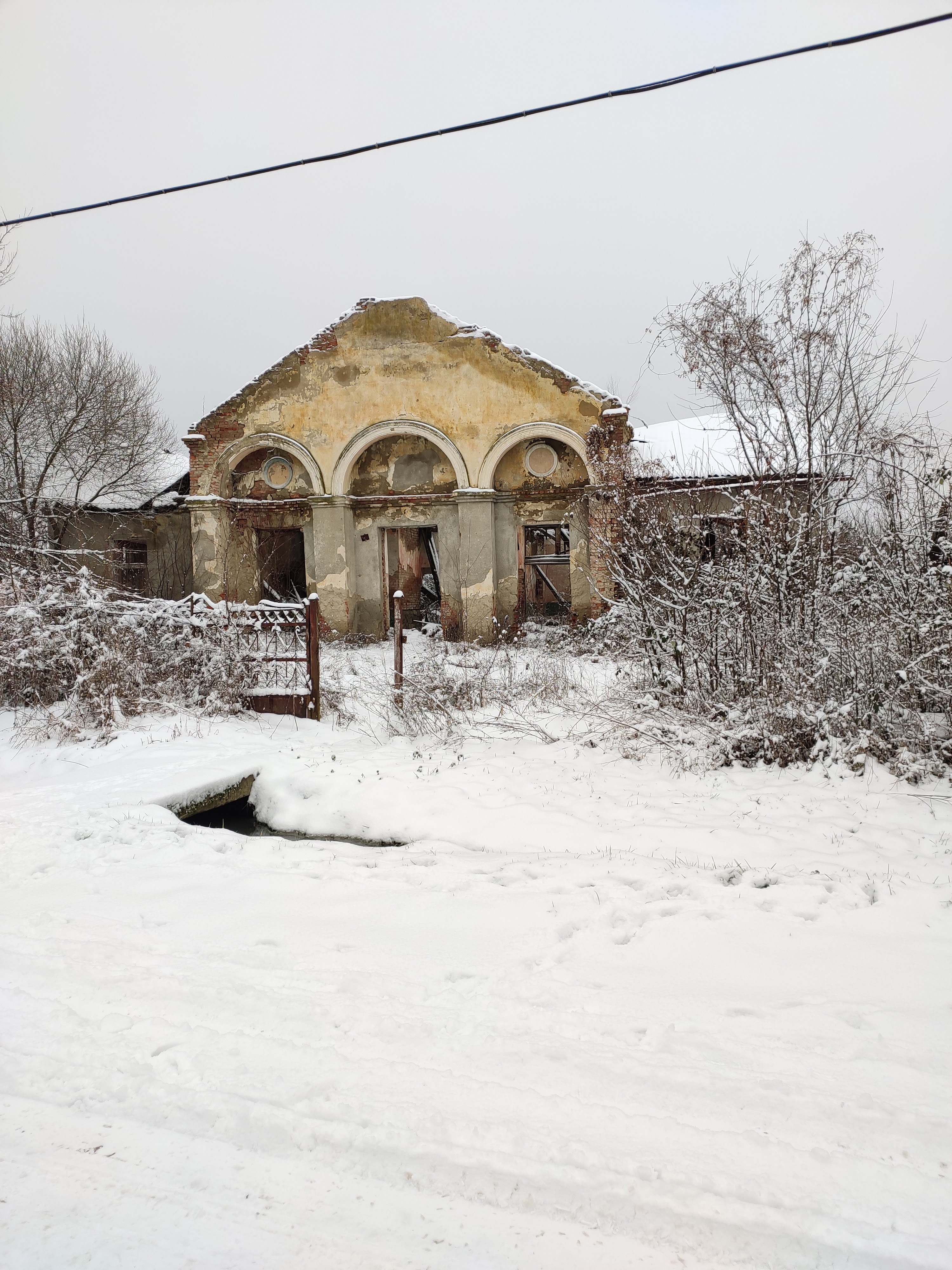
Руины сельского клуба (фото 2021 г.)